# Johannes Steuber

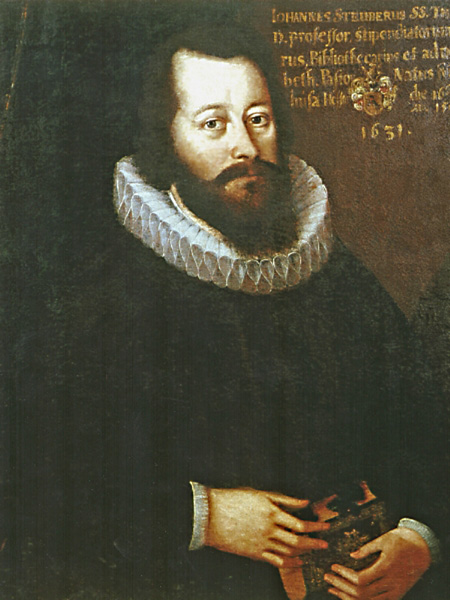
Johannes Steuber

Johannes Steuber (* 16. Januar 1590 in Schwickartshausen; † 5. Februar 1643 in Marburg) war ein deutscher Hebraist und evangelisch-lutherischer Theologe.

## Leben
Johannes Steuber wurde 1590 in Schwickartshausen als Sohn des Pfarrers Johannes Steuber (* um 1565 in Homburg an der Ohm; † 28. April 1613) und dessen Frau Barbara (geb. Scävola), geboren. Er besuchte Pädagogien in Marburg und Gießen und studierte ab 1606 an der Universität Gießen. In Gießen erwarb er sich am 22. Dezember 1608 das philosophische Baccalaurat und am 14. Dezember 1609 den akademischen Magistergrad. Später setzte er seine Studien an der Universität Heidelberg fort. Nachdem er am 1. Juli 1611 die Stelle eines Stipendiatenmajors in Gießen versehen hatte, erhielt er daselbst 1614 die Professur der Physik und der griechischen Sprache.
Ab 1615 bis 1625 fungierte er zudem als Universitätsbibliothekar daselbst. 1620 übernahm er die Professur der Theologie und der hebräischen Sprache und wurde 1623 zum Doktor der Theologie promoviert. Seit dem 24. Mai 1625 wirkte Steuber an der theologischen Fakultät in Marburg, versah die Pfarrstelle an der St. Elisabethkirche und arbeitete als Universitätsbibliothekar. 1627 trat er seine Professur der hebräischen Sprache an Meno Hanneken ab und wurde Ephorus der Hessischen Stipendiatenanstalt. Steuber amtierte 1628, 1629, 1631 und 1634 als Dekan der Theologischen Fakultät der Universität Marburg. 1633 war er Rektor der Universität. 1643 starb er an den Folgen eines Schlaganfalls und wurde am 9. Februar des Jahres in der Sophienkirche Marburg beigesetzt.

## Familie
Steuber war seit dem 8. April 1616 mit Elisabeth Lüncker (* 1595; † 4. April 1664), die Tochter des Bürgermeisters in Marburg Daniel Lyncker und dessen Frau Ursula (geb. Weigel), verheiratet. Aus der Ehe stammen zwei Söhne und vier Töchter. Von den Kindern kennt man:
1. Tochter Anne Ursula Steuber (* ± 1617; † 17. Oktober 1669), ⚭ 5. Mai 1634 mit dem Pfarrer in Butzbach und späteren Hofprediger und Superintendenten in Idstein Martin Erythropel (* 1610 in Hannover; † 17. Mai 1655 ebenda)
2. Sohn Johann Engelhard Steuber (* 11. Juni 1618 in Gießen; † 26. Februar 1683 in Marburg) Pfarrer und Superintendent in Marburg, ⚭ I. 2. Dezember 1650 Anne Elisabeth Klunck, ⚭ II. 16. Februar 1657 Katharina Scheibler (* 12. September 1634 in Gemünden; † 24. November 1707)
3. Sohn Johann Philipp Helfrich Steuber (* 6. Oktober 1620), Amtmann in Kirchberg
4. Tochter Elisabeth Dorothea Steuber (* 2. November 1623; † 9. Juli 1643 in Butzbach)
5. Tochter Anne Elisabeth Steuber (~ 8. März 1625; † 9. Juli 1626)
6. Tochter Anne Esther Steuber (~ 9. August 1628 in Marburg), ⚭ 2. Dezember 1645 in Marburg mit dem späteren nassauischen Rat und Kanzleidirektor in Weilburg Lic. jur. Martin Kuhn (auch: Chun)

Sein Urenkel, Johann Engelhard Steuber (1693–1747) sowie dessen Sohn Christian Georg Steuber (1731–1789) waren auch als bedeutende Hebraisten aktiv. Steuber ist zudem ein Vorfahre von Johann Wolfgang von Goethe.

## Werke (Auswahl)
- Disputatio Prima Physica De Philosophiae Naturalis Definitione, Subiecto & Divisione. Resp. Johann Ellinger (Darmstadt). Gießen, 1614
- Disputatio II. Physica De Corporis Naturalis Principiis Internis. Resp. Johannes Meckel (Bierstadt). Gießen, 1614
- Disputatio III Physica De Corporis Naturalis Principiis Externis. Resp. Niklaus Zisler (Darmstadt). Gießen, 1615
- Disputatio IV Physica De Motu. Resp. Walter Hirschus (Crumstadt; † 1631). Gießen, 1615
- Disputatio V Physica De Speciebus Motus. Resp. Ludwig Keller (Gießen). Gießen, 1615
- Disputatio VI Physica De Quiete, Quantitate Et Finitate. Resp. Johannes Daemon. Gießen 1615
- Disputatio VII Physica De Loco. Resp. Johann Christoph Bürger. Gießen, 1615

- Disputatio IIX Physica De Tempore. Resp. Philipp Gebhardi (* Grünberg; † 1632 in Alsfeld). Gießen 1615
- Disputatio IX Physica De Mundo. Resp. Ludwig Faber (Linden). Gießen, 1615
- Disputatio X Physica De Animae Definitione. Resp. Johann Keller (Saarbrücken). Gießen, 1615,
- Gratiae Christianae. Resp. Peter Schönberg (* Dortmund; † 1636 ebd.). Gießen, 1615
- Aporēmata Ēthēka. Resp. Johann Ellinger (* 1594 in Darmstadt; † ± 1631). Gießen 1615
- Physica Generalis De Corpore Naturali Eiusq[ue] Principiis Et Effectionibus. Gießen, 1616, (Digitalisat)
- Disputatio XI. Physica De Modo, Quo Anima Informat Corpus. Resp. Heinrich Piscator. Gießen, 1616
- Disputatio XII. Physica De Pluralitate Animarum. Resp. Johann Hilgarter (Gießen). Gießen, 1616
- Disputatio XIII. Physica, De Potentiis Animae In Genere. Resp. Johann Caspar Horres (* 1597 Marburg; † 1672 Braubach?)
- Disputatio XIV. Physica, De Anima vegetativa, Eiusque Potentiis, Item De Vita, state & morte. Resp. Sylvester David Thomas (Offleben). Gießen, 1616
- Disputatio XV. Physica, De Nutritione Et Accretione. Resp. Johann Philipp Weiland (Idstein). Gießen, 1616
- Disputatio XVI. Physica, De Generatione Viventium Et In Specie De Animae Rationalis per traducem propagatione. Resp. Johann Baptist Schumacher (* 1595 Wertheim/Franken; † 1649 Nürnberg). Gießen, 1616
- Notae apologeticae & didascalicae in sillos giessenses. Präsens. Kaspar Finck. Gießen, 1616
- De invocatione sanctorum. Resp. Johannes Wagner, Gießen, 1620
- De notitiis naturalibus ex creaturarum contemplatione acquisitis adversus Photinianos, alios fanaticos ex Roman. I, v. 19 seqq. concinnata. Resp. Johann Carl Unseldt. Gießen 1620
- Dissertationes Theologicae De Controversiis Inter Lutheranos & Calvinianos Motis. Gießen, 1621, (Digitalisat)
- Disputatio Theologica De Psalm 117. Laudate Dominum Omnes Gentes, Laudate eum omnes populi. Quoniam confirmata est super nos misericordia eius, & veritas Domini manet in aeternum. Halleluia. Resp. Johann Gerling (* 1596 in Soest; † 1657 ebd.), Gießen, 1621
- Disputatio theologico-philologica, de voce (Elohim). Resp. Balthasar Werner. Gießen, 1624
- Eine Christliche Leichpredigt/ Uber den Spruch Christi/ Marc. 13. vers. 33. 34. 35. 36. 37. Sehet zu/ wachet unnd betet/ dann ihr wisset nicht/ wanns zeit ist/ [et]c. : Bey ... Begräbnuß deß ... Fridrich von Hörden/ Land-Commenthurn der Balley Hessen/ und Commenthurn zu Marpurg/ deß löblichen Teutsches Ritter-Ordens ... Welcher Sonnabend den 30. Decembr. 1626. selig in Christo verschieden/ und Dienstags den 9. Januar. 1627. zu S. Elisabethen ... bestattet worden. Marburg, 1627, (Digitalisat)
- Disputatio Theologica De Electione Filiorum Dei Ad Vitam Aeternam. Marburg, 1628, (Digitalisat)
- Disputatio Theologica, De Ministerio Ecclesiastico … Chemlin, Marburg 1628 (Digitalisat).
- Theologiae Moralis Tractatus, De Conscientia Recta, Erronea Et Probabili … Chemlin, Marburg 1628 (Digitalisat)
- De Ecclesia : Disputatio Solennis. Marburg, 1629, (Digitalisat)
- Semisecularis Solemnitas Connubiorum Lünckerianorum, Das ist/ EhrenGedächtnüß/ Danielis Lünckeri/ Deß Eltern/ Weiland Burger-Meisters zu Marpurg/ Unnd Hectoris Lünckeri/ auffm Höltzhoff/ Respective Vatters und Sohn : Welche mit ihren beyden Haußfrawen die Ehe über fünfftzig Jahr rühig besessen/ und deßwegen ein Danck- Frewden- und Gedächtnüß Fest gehalten / Darinnen Eine/ von solchen Iubilaeis Connubialibus, bey letzter EheErnewerung. Marburg, 1630
- Disputatio Theologica De dicto 2. Petr. 1. vers. 19. Marburg, 1630, (Digitalisat)
- Disp. theol. de passione Christi. Resp. Daniel Rücker (Rothenburg/Franken). Marburg, 1630, (Digitalisat)
- De dicto Matth. 16. 18. Sed & ego tibi dico: Tu es Petrus, & in hac petra construam ecclesiam meam & orci portae non superabunt eam. Resp. Heinrich Schwartz. Marburg, 1631
- Widerlegung Des auffs new zu Cassel auffgelegten Büchleins D. Christophori Pezelii : Von der Ubiquitet deß Leibs-Christi/ Und Von dem heyligen Abendmal. Marburg, 1632, (Digitalisat)
- De dicto Christi Matth. 11, v. 25, 26. Resp. Heinrich Bangert. Marburg, 1633
- Disputatio Theologica, De Iudice Controversiarum. Resp. Johann Konrad Schragmüller. Marburg, 1634, (Digitalisat)
- Gründlicher Bericht/ Von Christi gegenwertiger Regierung/ Vom heyligen Abendmal Und Von der Göttlichen Gnadenwahl. Marburg, 1636
- Christiana Euthanasia. Christliche Sterbekunst. Marburg, 1637, (Digitalisat)
- Trikymia Jan-Carolina, Das ist: Drey Christliche Leichpredigt : Deren die Erste Auß dem ersten Buch Mosis c. 35. v. 15. 16. 17. 18. 19. 20. von Rahels Todt/ den 4. Decembris Anno 1637: Die Andere Auß dem Buch Baruch c. 4. v. 19. 20. 23. von dem valete, so die Israelitische Eltern ihren Kindern bey dero Abzug gegeben/ den letzten Decembr. obgesetzten Jahrs: Und die Dritte Auß dem Buch Hiob c. 1. v. 13. 14. 15. 16. 17. 18. 19. 20. 21. 22. von Hiobs Hertzenleyd und Großmütigkeit/ den 8. Januarii Anno 1638: Deß WolEdlen/ Gestrengen und Vesten Johan Carlen Schencken von Schweinßberg/ hertzvielbeliebten Adelichen respective Haußfrawen und Kindern/ Bey deren ChristAdelichen Leichbestattungen zu Marpurg in S. Elisabethen Kirchen. Marburg, 1638, (Digitalisat)
- Exēgēsis Dicti I. Johan. 5. 7. Tres sunt, qui testimonium perhibent in coelo, Pater, Verbum & Spiritus sanctus, & hi tres unum sunt. Resp. Johann Tacke (* 1617 in Wetzlar; † 1675 (1676)). Marburg, 1640, (Digitalisat)
- Theologiae Moralis Tractatus, De Conscientia Recta, Erronea Et Probabili. Marburg, 1642, (Digitalisat)
- Conscientia, Boni Et Mali Tabula. Marburg, 1643, (Digitalisat)